# يكترينا دافيدينكو
يكترينا دافيدينكو (الروسية: Давыденко, Екатерина Евгеньевна) مواليد 7 مارس 1989 في تولياتي، هي لاعبة كرة يد روسية تلعب كظهير أيمن. مثلت منتخب روسيا لكرة اليد للسيدات. شاركت في دورة الألعاب الأولمبية الصيفية سنة 2012. حققت المركز الثاني في بطولة أوروبا لكرة اليد للسيدات 2006.

## سجل المنافسة
شاركت في البطولات التالية:
- الألعاب الأولمبية الصيفية 2012
- بطولة أوروبا لكرة اليد للسيدات 2014

## الميداليات
| الميدالية | المسابقة                            |
| --------- | ----------------------------------- |
| فضية      | بطولة أوروبا لكرة اليد للسيدات 2006 |
| برونزية   | بطولة أوروبا لكرة اليد للسيدات 2008 |

## روابط خارجية
- يكترينا دافيدينكو على موقع الاتحاد الأوروبي لكرة اليد (الإنجليزية)
- يكترينا دافيدينكو على موقع أوليمبيديا (الإنجليزية)